# 柯丝蒂·莱
柯丝蒂·莱（英語：Kirsti Lay，1988年4月7日—），加拿大女子自行车运动员，2015年世界场地自行车锦标赛女子团体追逐赛铜牌得主、2016年世界场地自行车锦标赛女子团体追逐赛银牌得主、2016年夏季奥运会女子团体追逐赛铜牌得主。